# Чулим (місто)
Чулим — місто (з 1947) в Росії, адміністративний центр Чулимського району Новосибірської області. 

## Географія
Місто розташоване на правому березі річки Чулим (впадає в озеро Малі Чани), за 131 км від Новосибірська; відстань автошляхами (траса М51) — 146 км. 

## Економіка
- Підприємства залізничного транспорту
- Маслосироробний комбінат

## Транспорт
Залізнична станція Чулимська на лінії Барабінськ — Новосибірськ.

## Населення
| 1959    | 1967    | 1970    | 1979    | 1989    | 1992    | 1996    |
| ------- | ------- | ------- | ------- | ------- | ------- | ------- |
| 18 161  | ↘18 000 | ↘14 268 | ↘13 045 | ↗13 703 | ↗13 800 | ↗13 900 |
| 1998    | 2000    | 2001    | 2002    | 2003    | 2005    | 2006    |
| ↘13 800 | ↘13 600 | →13 600 | ↘12 275 | ↗12 300 | ↘12 100 | →12 100 |
| 2007    | 2008    | 2009    | 2010    | 2011    | 2012    | 2013    |
| ↘11 932 | ↗12 100 | ↘12 036 | ↘12 000 | ↘11 600 | ↘11 381 | ↘11 294 |
| 2014    | 2015    | 2016    | 2017    |         |         |         |
| ↘11 285 | ↗11 330 | ↘11 312 | ↘11 270 |         |         |         |